# William Wordsworth (komponist)
William Brocklesby Wordsworth (født 17. december 1908 i London - død 10. marts 1988 i Kingussie, England) var en engelsk komponist.
Wordsworth studerede komposition på Universitetet i Edinburgh i Skotland (1934-1936). Han har skrevet 10 symfonier, sinfonietta, orkesterværker, kammermusik, koncertmusik, 6 strygekvartetter, sange etc. Han slog sig ned i Skotland i (1961), hvor han levede som freelancekomponist, og promoverede mange komponisters musik for offentligheden. Han komponerede i en romantisk tonal stil.

## Udvalgte værker
- Symfoni (1939) - for strygeorkester
- Symfoni nr. 1 (1944) - for orkester
- Symfoni nr. 2 (1947-1948) - for orkester
- Symfoni nr. 3 (1951) - for orkester
- Symfoni nr. 4 (1954) - for orkester
- Symfoni nr. 5 (1960) - for orkester
- Symfoni nr. 6 "Elegisk" (1977) - for orkester
- Symfoni nr. 7 "Kosmos" (1980) - for orkester
- Symfoni nr. 8 (1986) - for orkester
- Symfoni "Simpel" (1969) - for strygeorkester
- Sinfonietta (1957) - for kammerorkester